# Phauloppia cyclonota
Phauloppia cyclonota är en kvalsterart som först beskrevs av Paul Gervais 1849.  Phauloppia cyclonota ingår i släktet Phauloppia och familjen Oribatulidae. Inga underarter finns listade i Catalogue of Life.